# Liste der Baudenkmäler in Oberasbach
Auf dieser Seite sind die Baudenkmäler in der mittelfränkischen Stadt Oberasbach zusammengestellt. Diese Tabelle ist eine Teilliste der Liste der Baudenkmäler in Bayern. Grundlage ist die Bayerische Denkmalliste, die auf Basis des Bayerischen Denkmalschutzgesetzes vom 1. Oktober 1973 erstmals erstellt wurde und seither durch das Bayerische Landesamt für Denkmalpflege geführt wird. Die folgenden Angaben ersetzen nicht die rechtsverbindliche Auskunft der Denkmalschutzbehörde.
 Diese Liste gibt den Fortschreibungsstand vom 9. August 2018 wieder und enthält elf Baudenkmäler.

## Baudenkmäler nach Gemeindeteilen

### Oberasbach
| Lage                                                               | Objekt                                         | Beschreibung | Akten-Nr.              | Bild           |
| ------------------------------------------------------------------ | ---------------------------------------------- | --- | ---------------------- | -------------- |
| Albrecht-Dürer-Straße 103 (Standort)                               | Zweiseithof, ehemaliges Wohnstallhaus          | Zweigeschossiger, verputzter Fachwerkbau mit Satteldach und rückseitigem Aufzugswalm, bezeichnet mit „1789“, jüngere Schleppgauben.                                                                                          | D-5-73-122-1           | BW             |
| Albrecht-Dürer-Straße 103 (Standort)                               | Zweiseithof, Scheune                           | Stattlicher Sandsteinquaderbau mit Satteldach, Giebelvoluten und -bekrönungen, bezeichnet mit „1804“. | D-5-73-122-1 zugehörig | weitere Bilder |
| Bachstraße 8, Kirchenplatz 2 (Standort)                            | Evangelisch-lutherische Pfarrkirche St. Lorenz | Tonnengewölbte Saalkirche mit Satteldach, Chorturm mit Zeltdach, verputzter Sandsteinquaderbau, im Kern erste Hälfte 15. Jahrhundert, Fenster und Einwölbung des Langhauses sowie Emporeneinbauten um 1700; mit Ausstattung. | D-5-73-122-2           | weitere Bilder |
| Bachstraße 8, Kirchenplatz 2 (Standort)                            | Reste der Kirchhofmauer                        | Sandsteinquadermauerwerk, wohl erste Hälfte 15. Jahrhundert. | D-5-73-122-2 zugehörig | BW             |
| Bachstraße 12 (Standort)                                           | Wohnstallhaus                                  | Eingeschossiger verputzter Satteldachbau mit Fachwerkgiebel, bezeichnet „1789“, Stallteil bezeichnet mit „1842“. | D-5-73-122-3           | BW             |
| Bachstraße 12 (Standort)                                           | Gittertoranlage mit Sandsteinpfeilern          | 19. Jahrhundert. | D-5-73-122-3 zugehörig | BW             |
| Bachstraße 14 (Standort)                                           | Wohnhaus                                       | Zweigeschossiger Sandsteinquaderbau mit Walmdach und Fledermausgaube, erste Hälfte 19. Jahrhundert. | D-5-73-122-11          | BW             |
| Hochstraße (bei der Einmündung der Oberasbacher Straße) (Standort) | Steinkreuz                                     | spätmittelalterliches Sühnekreuz für eine bei einem Verkehrsunfall getötete Bäuerin, gesetzt 1475, hierher an den ursprünglichen Standort versetzt 2003                                                                      | D-5-73-122-7           | weitere Bilder |

### Altenberg
| Lage                         | Objekt      | Beschreibung | Akten-Nr.     | Bild |
| ---------------------------- | ----------- | --- | ------------- | ---- |
| Biberttalstraße (Standort)   | Gedenkstein | Rechteckiger Sandsteinpfeiler auf zweistufigem Treppenpodest, 1862, erneuert 1969; auf dem Burgstallplateau zur Erinnerung an die 1279 abgegangene Burg.                                                                     | D-5-73-122-5  | BW   |
| Brühlwiesenstraße (Standort) | Scheune     | Sandsteinquaderbau mit Steilsatteldach, dendrochronologisch datiert auf 1798/1800, zugehörig Kellerhaus, erdgeschossiger Sandsteinquaderbau mit Satteldach und gemauerter Längstonne, im Kern älter; südöstlich der Scheune. | D-5-73-122-12 | BW   |

### Kreutles
| Lage                    | Objekt        | Beschreibung                                                                                    | Akten-Nr.    | Bild |
| ----------------------- | ------------- | ----------------------------------------------------------------------------------------------- | ------------ | ---- |
| Ortsstraße 2 (Standort) | Wohnstallhaus | Eingeschossiger Satteldachbau, dreiseitig verputzter Sandsteinquaderbau, bezeichnet mit „1850“. | D-5-73-122-6 | BW   |

### Rehdorf
| Lage                          | Objekt     | Beschreibung | Akten-Nr.    | Bild |
| ----------------------------- | ---------- | --- | ------------ | ---- |
| Rehdorfer Straße 4 (Standort) | Bauernhaus | Eingeschossiger verputzter Massivbau mit Satteldach, hofseitigen Giebelgauben und rückseitigen Schleppgauben, östlicher Giebel Sichtfachwerk, um 1700. | D-5-73-122-8 | BW   |

### Unterasbach
| Lage                     | Objekt        | Beschreibung                                                                                                  | Akten-Nr.     | Bild |
| ------------------------ | ------------- | --- | ------------- | ---- |
| Jahnstraße 77 (Standort) | Wohnstallhaus | Eingeschossiger Sandsteinquaderbau mit Satteldach, Sichtfachwerkgiebel und Aufzugswalm, Ende 18. Jahrhundert. | D-5-73-122-9  | BW   |
| Jahnstraße 79 (Standort) | Wohnstallhaus | Eingeschossiger Sandsteinquaderbau mit Satteldach, bezeichnet „1857“.                                         | D-5-73-122-10 | BW   |